# Marcia del Río
Marcia del Río fue una escritora de telenovelas mexicanas.Ha realizó su carrera en la televisión mexicana para Televisa desde el año 1962. Fue la escritora de cabecera del productor Juan Osorio. Tía de la actriz Alejandra Procuna y del actor Mario Sauset.

## Biografía
Nació en Santiago de Cuba un 20 de diciembre de 1934. Sus inicios como escritora fueron en su ciudad natal de donde salió a la edad de 18 años hacia La Habana con el simple deseo de continuar su carrera artística. Fue así como llegó desde La Habana a Venezuela donde por un periodo de 2 a 3 años participó en televisión y radio básicamente siendo así también argumentista. 
Posteriormente vino a México donde en sus inicios hizo grandes giras por toda la república mexicana demostrando su gran talento y voz. Sin embargo, su pasión era escribir y ha seguido una brillante carrera como escritora iniciada desde su niñez.
Marcia del Río falleció el 14 de septiembre de 2021 a los 86 años.

## Trayectoria

### Historias Originales
- Lo imperdonable (1963).
- Mi nombre es Imelda Miller... Soy alcohólica (1982).

### Adaptaciones
- Mi corazón es tuyo (2014) Original de Ana Obregón.
- Porque el amor manda (2012 / 2013) Original de Jörg Hiller, Claudia Sánchez y Catalina Coy.
- Primera y tercera parte de Una familia con suerte (2011 / 2012) Original de Adriana Lorenzón y Mario Schajris.
- Tormenta en el paraíso (2007 / 2008) Original de Caridad Bravo Adams.
- Duelo de pasiones (2006) Original de Hilda Morales Allouis.
- Segunda parte de Velo de novia (2003) Original de Caridad Bravo Adams.
- Salomé (2001 / 2002) Original de Arturo Moya Grau.
- Nunca te olvidaré (1999) Original de Caridad Bravo Adams.
- Vivo por Elena (1998) Original de Delia Fiallo.
- Rencor apasionado (1998) Original de Hilda Morales Allouis.
- Primera parte de Marisol (1996) Original de Inés Rodena.
- Yo no creo en los hombres (1991) Original de Caridad Bravo Adams.
- Pobre juventud (1986 / 1987) Original de Félix B. Caignet.

### Ediciones literarias
- Amor de nadie (1990 / 1991) (escrita por Eric Vonn).
- Cuando llega el amor (1989 / 1990) (escrita por René Muñoz).
- Amor en silencio (1988) (escrita por Liliana Abud y Eric Vonn).
- Quinceañera (1987 / 1988) (escrita por René Muñoz y Edmundo Báez).
- Monte Calvario (1986) (escrita por Carlos Romero y Valeria Phillips).

### Asesoría Literaria
- Sueño de amor (2016) Original de Alejandro Pohlenz y Juan Osorio.

### Premios TVyNovelas 2015
| Categoría                | Telenovela         | Resultado |
| ------------------------ | ------------------ | --------- |
| Mejor guion o adaptación | Mi corazón es tuyo | Nominada  |